# Центральная библиотека имени А. Н. Зырянова
Центральная библиотека им. А. Н. Зырянова — благодаря талантливому крестьянскому самородку Александу Зырянову, подарившему городу свою книжную коллекцию, в Шадринске была открыта земская публичная библиотека в 1876 году. Библиотекарем тогда стала жена секретаря земской управы Кривоногова Анна Семеновна, с ней был заключен контракт сроком на один год и зарплатой 100 рублей. При открытии библиотеки в неё записалось 16 человек, а к концу года было уже 97 читателей. В 1909 году библиотека переехала в новое здание по улице Петропавловской. В 1910 году вышел «Каталог Шадринской земской публичной библиотеки» под редакцией Астафьева, председателя земской управы. В 1914 году заведующая «ШЗПБ» Волесова была направлена на курсы, организованные Московским народным университетом им. Шанявского.
В 1920 году в библиотеке прошел съезд библиотекарей Шадринского уезда. В 1921 году в библиотеке было 13 служащих, 1 799 читателей и 28 000 экземпляров. В 1926 году, в год своего 50-летия, библиотека имела 50 000 книг и обслуживала 2 000 читателей. В 1930 году заведующей стала Сереброва Алевтина Максимовна, благодаря стараниям и инициативе которой библиотека стала лучшей в Челябинской области.
Ионина Екатерина Федоровна пришла в библиотеку в 1947 году и проработала 30 лет. В 1962 году библиотеке было присвоено наименование центральной городской библиотеки. Участвовала во Всесоюзных смотрах библиотек, была удостоена дипломов и звания «Библиотека отличной работы». Накануне своего 100-летнего юбилея библиотека насчитывала более 10 000 читателей, а книжный фонд составлял свыше 130 000 книг и книговыдача — 230 000 книг. В год своего 125-летнего юбилея библиотека обслуживала 13 000 читателей, имела в штабе 25 библиотечных работников и фонд свыше 145 000 экземпляров.
В настоящее время фонд библиотеки составляет 120 000 экземпляров, 11 000 читателей и 27 работников в библиотеке.